# مضاعف التردد

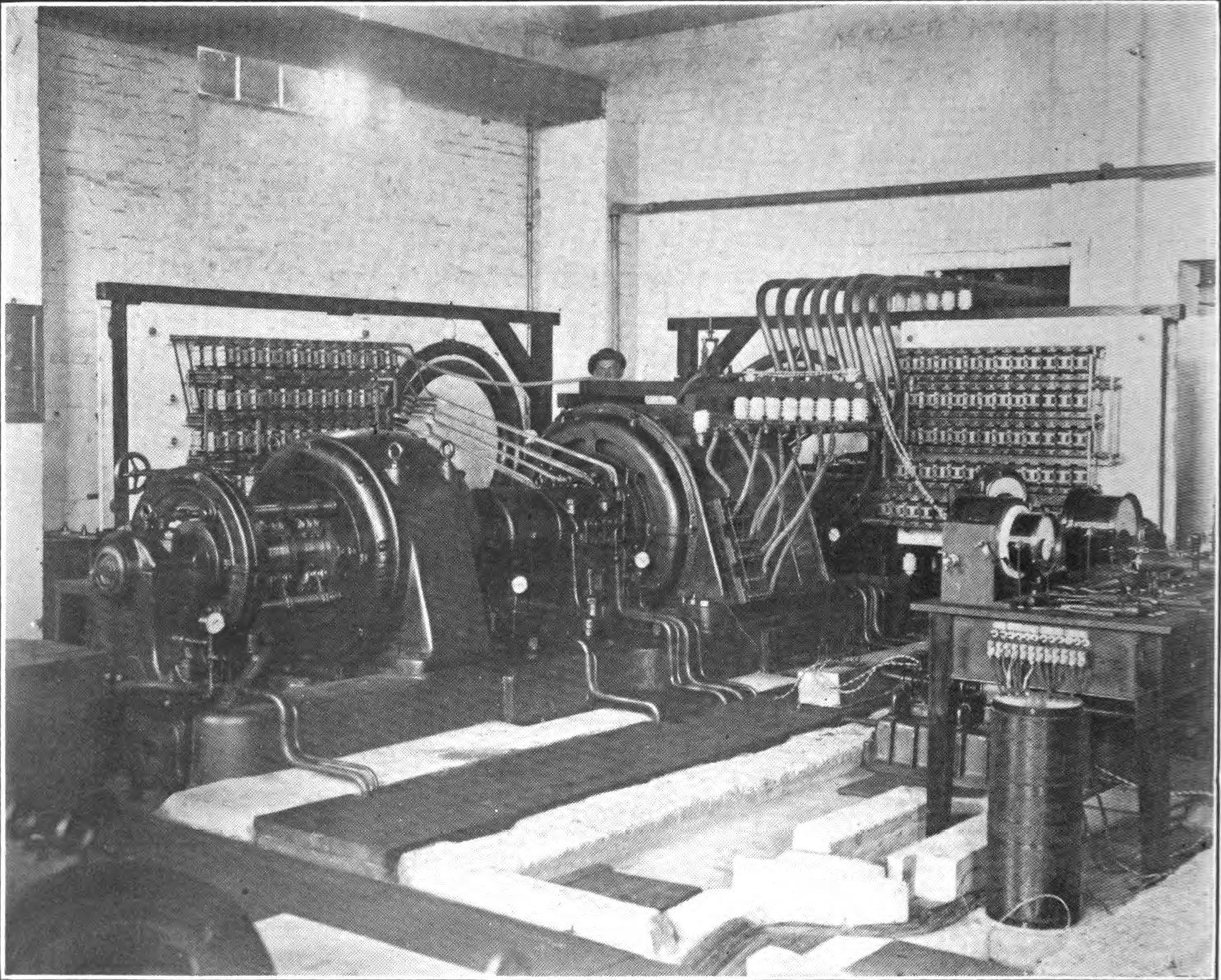
مضاعف التردد إيلفيس غولدشميت

في الإلكترونيات، مضاعف التردد هو دائرة إلكترونية تولد إشارة مخرج يكون تردد خرجها متناغمًا (متعدد) من تردد الإدخال. تتكون مضاعفات التردد من دائرة غير خطية تشوه إشارة الإدخال وبالتالي تولد توافقيات إشارة المدخل. يقوم مرشح تمرير النطاق اللاحق بتحديد التردد التوافقي المطلوب وإزالة التوافقيات الأساسية وغير المرغوب فيها من الإخراج.
غالبًا ما تستخدم مضاعفات التردد في أجهزة توليف التردد ودوائر الاتصالات. يمكن أن يكون من الأفضل اقتصاديًا تطوير إشارة تردد أقل بقدرة أقل وأجهزة أقل تكلفة، ثم استخدام سلسلة مضاعف التردد لتوليد تردد خرج في نطاق الموجات الدقيقة أو الموجية المليمترية. بعض مخططات التضمين، مثل تعديل التردد، تنجو من التشويه غير الخطي دون تأثير سيئ (لكن مخططات مثل تعديل السعة لا تفعل).
يستخدم الضرب التردد أيضا في البصريات غير الخطية. يمكن استخدام التشويه غير الخطي في البلورات لتوليد توافقيات ضوء الليزر.